# Pollenia vera
Pollenia vera este o specie de muște din genul Pollenia, familia Calliphoridae, descrisă de Jacentkovsky în anul 1936. Conform Catalogue of Life specia Pollenia vera nu are subspecii cunoscute.